# Isehara
Isehara (Japans: 伊勢原市, Isehara-shi) is een stad in de prefectuur Kanagawa in Japan. De oppervlakte van deze stad is 55,52 km² en medio 2010 had de stad ruim 100.000 inwoners.
Isehara ligt in het heuvelachtige centrale deel van Kanagawa. Een groot deel van de stad ligt binnen het nationale park Tanzawa-Ōyama Quasi.

## Geschiedenis
Isehara werd een gemeente op 1 april 1889. De komst van de spoorweg in 1929 was het begin van een snelle groeiperiode.
Op 21 december 1954 fuseerde de stad met de buurgemeente Oyama (大山町, Ōyama-chō) en drie dorpen.
Op 30 september 1956 annexeerde Isehara een deel van het dorp Okazaki (岡崎村, Okazaki-mura).
Isehara werd op 1 maart 1971 een stad (shi).

## Verkeer
Isehara ligt aan de Odawara-lijn van de spoorwegmaatschappij Odakyū.
Isehara ligt aan de Tōmei-autosnelweg, aan de nationale autowegen 246 en 271 en aan de prefecturale wegen 22, 44, 61, 63, 64, 603, 604, 605, 6,11, 612 en 701.

## Economie
Isehara is vooral een slaapstad voor Yokohama en Tokio. Daarnaast is er wat lichte industrie, zoals Adama Co, een gereedschapfabriek, en ligt de hoofdvestiging van Maru-Chan, een instant noedels fabriek.

## Bezienswaardigheden
- grafheuvels uit de 6e en 7e eeuw
- de berg Ōyama met diverse tempels zoals de Ōyama-afuri-jinja

## Stedenband
Isehara heeft een stedenband met
- La Mirada, Verenigde Staten, sinds 21 september 1981

## Aangrenzende steden
- Atsugi
- Hadano
- Hiratsuka

## Geboren in Isehara
- Ota Dokan (太田道灌, Ōta Dōkan), samoerai, dichter, architect en monnik uit de Sengoku-periode
- Yoshiyuki Kamei (亀井善之, Kamei Yoshiyuki), politicus en voormalig minister van landbouw en visserij
- Saeko Shimazu (島津 冴子, Shimazu Saeko), stemactrice
- Shinobu Yaguchi (矢口史靖, Shinobu Yaguchi), filmregisseur
- Zentaro Kamei (亀井 善太郎, Kamei Zentaro), politicus van de LDP
- Yasuhiro Kido (城戸康裕, Kido Yasuhiro), kickbokser